# Iliá Mashkov
Iliá Ivánovich Mashkov (en ruso: Илья́ Ива́нович Машко́в; 1881 – 1944) fue un artista ruso, uno de los más significativos y al mismo tiempo uno de los más característicos pintores del círculo de Sota de Diamantes (en ruso: Бубновый Валет).
Nació en la stanitsa cosaca de Mijáilovskaya-na-Donú en la Óblast del Voisko del Don el 17 de juliojul./ 29 de julio de 1881greg. en el seno de una familia campesina. Tras llegar a Moscú en 1900, asistió a la Escuela de Pintura, Escultura y Arquitectura de Moscú, en la que tuvo a profesores como Konstantín Korovin y Valentín Serov. En 1909, fue expulsado de la escuela por su pensamiento artístico libre. Viajó mucho como estudiante, visitando numerosos países de Europa occidental, además de Turquía y Egipto. Fue miembro de los grupos Mir iskusstva (Ruso: Мир иску́сства, El mundo del arte) y Sota de Diamantes.  Vivió en Moscú, visitando algunas veces su pueblo. En 1902, abrió su propia escuela artística.
Murió en Moscú el 20 de marzo de 1944.

## Enlaces externos

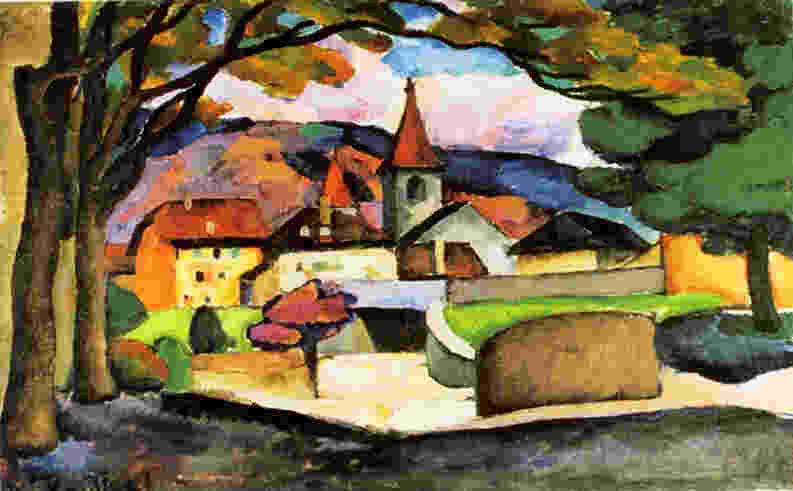
Paisaje con campanario, 1910.

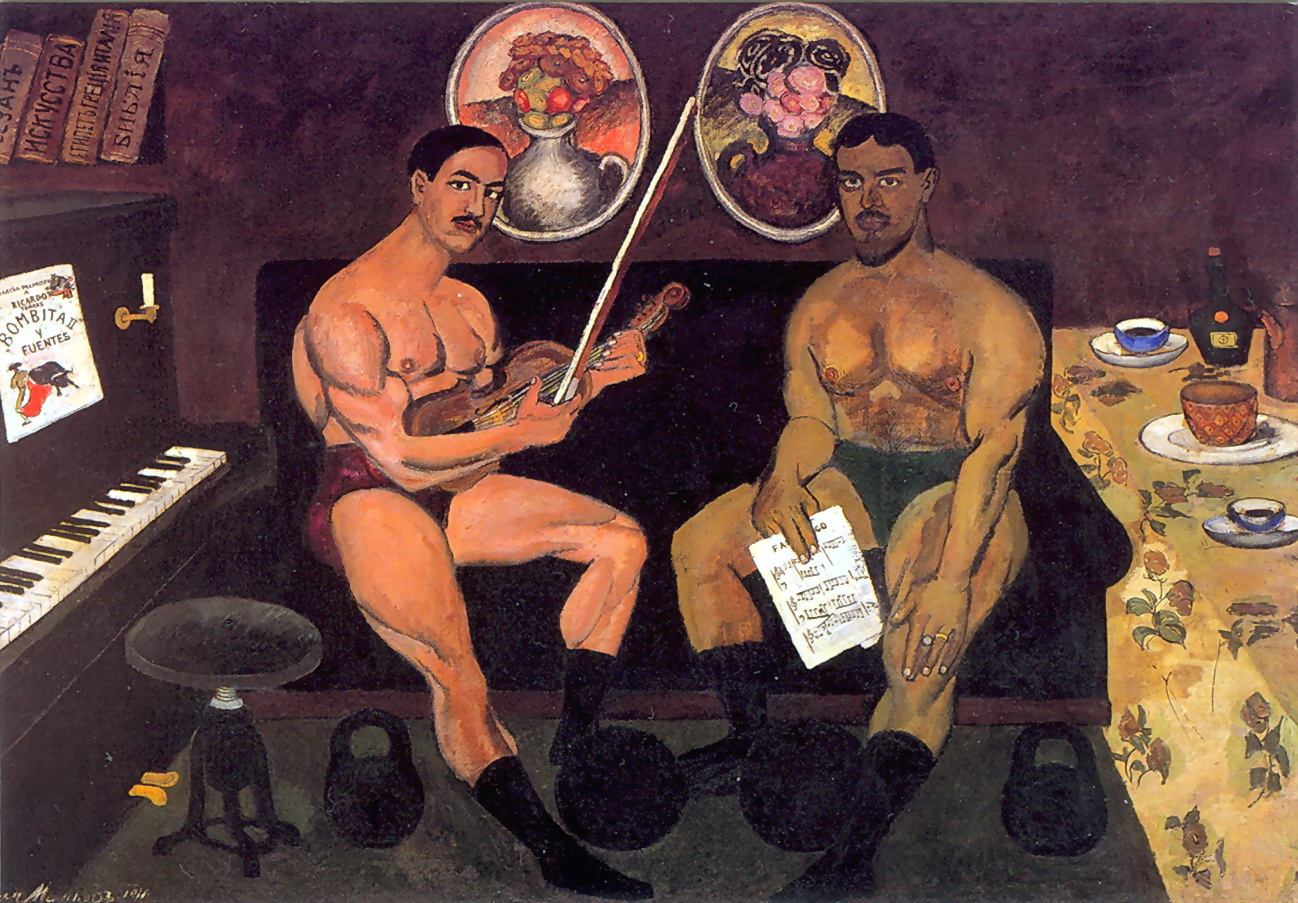
Autorretrato y retrato de Piotr Konchalovski por Iliá Mashkov. 1910.